# Danilo Lokar

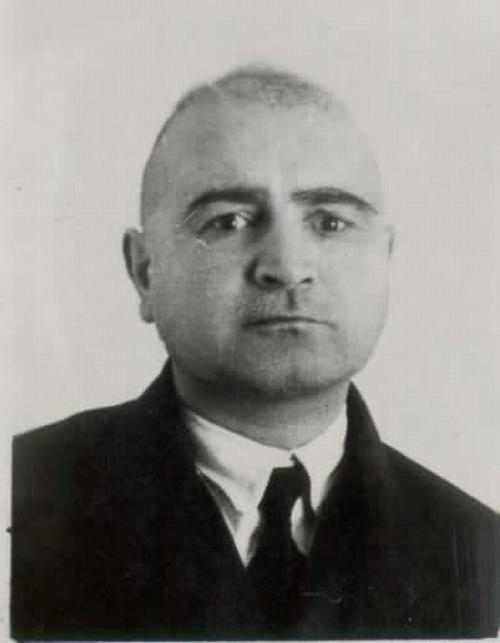
Danilo Lokar (1933)

Danilo Lokar (Ajdovščina, 9 mei 1892 – Ljubljana, 21 juli 1989) was een Sloveens schrijver en arts, die tot de Sloveense expressionisten gerekend wordt. Na zijn middelbare school in Gorica, schreef hij zich in 1910 in aan de universiteit van Wenen. Begonnen met romanistiek, wisselde hij weldra naar geneeskunde. Na afsluiting van zijn studie in Wenen, specialiseerde hij zich in Zagreb, Kroatië, waarna hij als chirurg werkzaam was. Wegens gezondheidsproblemen beëindigde Lokar zijn loopbaan in de chirurgie. Voortaan werkte hij als huisarts in Ajdovščina en werd tegelijkertijd actief als schrijver. In 1935 publiceerde Lokar zijn eerste novelle Ples (De Dans) in het tijdschrift Sodobnost. 
Zijn werk werd door de Tweede Wereldoorlog onderbroken. De Italiaanse bezetter deporteerde hem naar het interneringskamp Medea in Friuli-Venezia Giulia (Sloveens: Furlanija Julijska Krajina). Na zijn vrijlating en de val van het fascisme in Italië sloten hij en zijn vrouw zich aan bij het Sloveense Bevrijdingsfront. Deze periode bij de partizanen zou een stempel op zijn latere literaire werk drukken. 
Vanaf 1951 werkte hij nog uitsluitend als schrijver. In 1959 ontving hij de Prešerenprijs, de hoogste onderscheiding  op het gebied van de Sloveense literatuur. Hij ontving deze prijs voor zijn in 1943 geschreven, maar pas in 1958 verschenen verhalenbundel Sodni dan na vasi (Het Laatste Oordeel in het dorp). Daarin beschrijft Lokar de dag (8 augustus 1942) waarop de Italiaanse bezetter het Sloveense dorp Ustje in de Vipavavallei overviel, brandschatte en meerdere bewoners ter plekke fusilleerde.
De werken van Lokar worden gekenmerkt door uitgesproken subjectiviteit. Zijn stijl is expressionistisch en heeft vaak de kunst, vooral de schilderkunst, als leidend thema. Hier beïnvloedde zijn vriendschap met kunstenaars als Veno Pilon zijn literaire werk. Tegelijk thematiseert Lokar in zijn romans de Sloveense Karst, vooral de Vipava vallei. 
De basisschool in zijn geboorteplaats is naar Danilo Lokar vernoemd.

## Werk van Danilo Lokar
- Podoba dečka (1956)
- Sodni dan na vasi (1958)
- Hudomusni eros (1960)
- Leto osemnajsto (1960)
- Srnjaček (1964)
- Zakopani kip (1961)
- Dva obraza dneva (1962)
- Z glavo skozi zid (1963)
- Dva umetnika (1965)
- Bela cesta (1968)
- Silvan (1970)
- Bozicna gos (1971)
- Zagata ni zagata (1975)
- Zahajajoci angel (1976)
- Timove igre (1977)
- Cankarju na rob (1978)
- Dom je jezik (1979)
- Rodovi (1980)
- Burja pred tišino (1982)
- Samogovorniki (1984)

- Gemeinsame Normdatei: 1052829694
- International Standard Name Identifier: 0000 0000 8270 9638
- Library of Congress Control Number: n81129506
- Nationale Bibliotheek van Tsjechië: js2010601029
- Nationale bibliotheek van Australië: 35755614
- Nationale en Universitaire bibliotheek Zagreb: 000177756
- Nederlandse Thesaurus van Auteursnamen: 229355625
- Istituto Centrale per il Catalogo Unico: SBLV034840
- Système universitaire de documentation: 203172167
- Trove: 1072958
- Virtual International Authority File: 77645263
- WorldCat: E39PBJycMFkJcRcQcckTpvhj4q